# Демина Гарь
Демина Гарь — деревня в составе Сивинского района в Пермском крае. Входит в состав Бубинского сельского поселения.

## Географическое положение
Деревня расположена в южной части района, примерно в 15 километрах к запад-юго-западу от села Буб.

## Климат
Климат умеренно-континентальный с продолжительной снежной зимой и коротким, умеренно-теплым летом. Среднегодовая температура + 1,7оС. Средняя температура июля составляет +17,7оС, января −15,1оС. Среднее годовое количество осадков составляет 586 мм.

## Население
| 2010 |
| ---- |
| 58   |

Постоянное население составляло 87 человек в 2002 году (99 % русские).